# 陸瑜
陸 瑜（りく ゆ、541年 - 584年）は、南朝陳の文人・官僚。字は幹玉。本貫は呉郡呉県。

## 経歴
梁の中軍宣城王記室参軍の陸令公（陸雲公の兄）の子として生まれた。若くして学問を積み、文章の修辞に優れていた。揚州に秀才として挙げられた。驃騎安成王行参軍を初任とし、軍師晋安王外兵参軍・東宮学士に転じた。太建元年（569年）、兄の陸琰が東宮管記となると、兄弟ともに学問をもって皇太子の陳叔宝の側近として仕え、当時の人々に比較された。太建2年（570年）、陳叔宝が太学で釈奠をおこない、宮臣に詩を賦させた。陸瑜はその序文を作るよう命じられ、完成した文章は言葉豊かでたいへん美しいものであった。陸瑜は尚書祠部郎中に転じたが、母が死去したために辞職して喪に服した。喪が明けると、桂陽王陳伯謀の下で明威将軍功曹史をつとめ、東宮管記を兼ねた。永陽王陳伯智の下に転じて文学をつとめ、陳叔宝の下で太子洗馬や太子中舎人を歴任した。皇太子の陳叔宝は学問を好み、陸瑜に命じて雑多な文集の鈔撰集を作らせようとしたが、陸瑜は編纂の端緒につく前に44歳で死去した。
至徳2年（584年）、光禄卿の位を追贈された。遺著に文集10巻があった。

## 伝記資料
- 『陳書』巻34 列伝第28
- 『南史』巻48 列伝第38